# Na Pha
Na Pha (那坡县, Hán Việt: Na Pha huyện, bính âm: Nàpō Xiàn), là một huyện thuộc thành phố cấp địa khu Bách Sắc của khu tự trị dân tộc Choang Quảng Tây, Trung Quốc. Huyện này có diện tích là 2.230 km², dân số năm 2010 là 195.600 người, người Tráng chiếm 90,59%.

## Các đơn vị hành chính
Na Pha có 2 trấn và 7 hương.
- Trấn: Thành Sương (城厢) và Bình Mạnh (平孟)
- Hương: Pha Hà (坡荷), Long Hợp (龙合), Đức Long (德隆), Bách Đô (百都), Bách Tỉnh (百省), Bách Nam (百南), Bách Hợp (百合).